# Indice boursier
Un indice boursier représente le taux de croissance, entre deux dates, de la juste valeur d'un portefeuille théorique d'actions cotées sur les marchés organisés appartenant à une liste d'entreprises sélectionnée par des choix raisonnés.

## Généralités
Un indice boursier désigne, quasiment toujours depuis la fin du XXe siècle, un nombre dont le taux de croissance, entre deux dates, est celui de la juste valeur d'un portefeuille théorique d'actions cotées sur les marchés organisés appartenant à une liste d'entreprises sélectionnée par des choix raisonnés. Cette liste est susceptible d'être remaniée au cours du temps par l'« homme de l'art » en utilisant cette même méthode non probabiliste à des dates dites « de révision de l'indice ».
Tant que ce portefeuille n'est pas modifié, l'indice élémentaire de sa juste valeur à une date courante est également un indice synthétique des cours des titres qui le composent, susceptible d'être retenu pour résumer leur évolution relative d'ensemble depuis une date de base.

### Indices boursiers usuels
L'utilisateur interprète plus ou moins commodément les variations d'un indice boursier quand le portefeuille théorique de référence associé comprend, pour chaque entreprise sélectionnée, à sa construction puis lors de chacune de ses éventuelles révisions : 
- un même nombre d'actions ; dans ce cas, le portefeuille et l'indice de sa juste valeur sont dits, par abus de langage, « pondérés par les prix » (en)[15] ;
- des nombres d'actions tels que la juste valeur allouée à chacune représente une même fraction du total ; dans ce cas, le portefeuille et l'indice de sa juste valeur sont dits, par abus de langage, « équipondérés »[16] ;
- des nombres d'actions proportionnels à ceux des titres inscrits à la cote (respectivement à ceux appartenant aux « flottants[17] ») ; dans ce cas, le portefeuille et l'indice de sa juste valeur sont dits, par abus de langage, « pondérés par les capitalisations (en)[18] » totales (respectivement flottantes).

Remarques : 
1. Ce jargon se comprend en interprétant la formule mathématique de l'indice élémentaire de la juste valeur du portefeuille de référence associé à l'indice sous la forme d'une moyenne arithmétique pondérée des indices élémentaires des cours des actions des entreprises sélectionnées (cf. §1.4.2).
2. L'estimation statistique d'une variation relative d'ensemble de cours boursiers depuis une date de base dépend avant tout du champ couvert par l'indice, c'est-à-dire des caractéristiques[19] des entreprises retenues pour construire puis réviser[20] le portefeuille de référence associé. Sur une période courte, l'expérience montre que le choix d'une formule de pondération plutôt qu'une autre ne joue qu'un rôle secondaire[21].
3. La juste valeur d’un portefeuille n'est une estimation raisonnable de sa valeur en bourse que si les actions qui le composent sont liquides[22], ce qui suppose que les nombres de titres retenus pour le construire soient négligeables par rapport à ceux négociées chaque jour. La juste valeur de l’ensemble des actions d'une société est ainsi, du point de vue d’un financier ou d’un comptable, une estimation farfelue[23] de sa valeur comme le montre sa brusque évolution lors d'une offre publique d'achat (OPA), par exemple. Cette estimation fluctue d'ailleurs à la hausse comme à la baisse sous l'effet d'anticipations spéculatives contradictoires d'une poignée d'investisseurs qui s'échangent entre eux chaque jour des volumes insignifiants de titres par rapport à ceux inscrits à la cote.
4. Même si la plupart des fournisseurs d’indices utilisent de nos jours des portefeuilles de référence pondérés par des capitalisations totales ou flottantes, souvent plafonnées (cf. §3), ce qui rend leurs constructions opaques[24], cette méthode ne possède aucun avantage particulier pour celui qui souhaite investir en bourse. Un indice boursier pondéré par les capitalisations n'est d'ailleurs pas utilisé de la même manière par un économiste et un financier : son évolution relative sur une période donnée peut être éventuellement retenue par le premier pour estimer la « tendance »[25] d'un marché boursier, et par le second comme référence pour juger de la rentabilité d'un investissement.

### Utilité des indices
Les indices boursiers sont utilisés principalement : 
- par les opérateurs en bourse désireux de réagir rapidement à l’évolution des différents marchés,
- par les investisseurs à la recherche de références susceptibles de juger de la rentabilité de leurs placements,
- par les gérants de fonds indiciels engagés auprès de leurs clients à répliquer le plus fidèlement possible les évolutions d'indices,
- par les économistes qui ont besoin de réévaluer, au cours du temps, certains types d'actifs dans tel ou tel secteur.

Les médias attachent beaucoup d'importance aux variations des indices qu'ils diffusent, sans se soucier de la variabilité habituelle des mesures et lient à tort les évolutions des indices boursiers des différentes places financières à la plus ou moins bonne santé des économies nationales.

#### Sous-jacent à un fonds indiciel
Le portefeuille de référence théorique associé à un indice boursier destiné à être choisi comme sous-jacent à un fonds indiciel coté doit comprendre des titres suffisamment liquides de façon à pouvoir être calculé à tout instant de façon fiable et d'une taille raisonnable pour faciliter sa réplication.

#### Benchmark
Le portefeuille théorique associé à un indice boursier susceptible d'être choisi comme benchmark (i.e. comme référence) pour juger de la rentabilité d'un portefeuille détenu par un investisseur (ou de celle d'un fonds géré par un organisme de placement collectif en valeurs mobilières) doit comprendre des titres appartenant à la même classe de risque que ceux composant le portefeuille réel (ou le fonds commun de placement).

### Indices de la juste valeur d'un portefeuille

#### Valeur de base
À quelques exceptions notables près (Dow Jones averages et Nikkei 225), la plupart des indices boursiers sont déduits des indices élémentaires de la juste valeur de portefeuilles de référence théoriques en appliquant un facteur d'échelle (un grossissement : ×100, ×1 000, ×1 500, ×3 000, ×5 000, etc.), appelé « valeur de base » dans le jargon statistique, suivi généralement d'un arrondi à la deuxième décimale ce qui fixe la précision des calculs. La variation relative de la juste valeur du portefeuille de référence entre deux dates s'obtient donc indifféremment, aux erreurs d’arrondis près, en calculant la variation relative de l'indice élémentaire de cette juste valeur ou celle de l’indice boursier publié, utilisant la valeur de base choisie par l'homme de l'art.
- Exemple : NYSE Euronext publie l’indice élémentaire de la juste valeur du portefeuille de référence associé au CAC large 60[35] dont la date de référence est le 3 janvier 2006 en retenant un facteur d’échelle égal à 5 000[36]. Dire que le CAC large 60 du vendredi 22 mai 2015 à 17 h 22 min 30 s (date courante) valait 5 693,00 sur base 5 000 le 3 janvier 2006 est équivalent à dire que la juste valeur du portefeuille de référence a augmenté de (5 693-5 000)÷5 000=13,86 % entre la date de référence et la date courante.

Pour rappeler le facteur d’échelle (5000) utilisé pour énoncer cet indice boursier ainsi que la date de référence (clôture du mardi 3 janvier 2006), il est d’usage de noter « 3/1/2006=5000 » à la suite du nombre 5 693,00. Pour reconstituer l'indice élémentaire de la juste valeur du portefeuille théorique qui rapporte celle observée à la date courante à celle du 3 janvier 2006, il suffit de diviser le CAC large 60 par 5 000, ce qui conduit à : 5 693÷5 000=1,1386.
À la clôture précédente, le CAC large 60 valait 5 700,30. On en déduit sa variation absolue : 5 693,00-5 700,30=-7,30 ainsi que sa variation relative : -7,3÷5700,30≈-0,13 % ; autrement dit, la baisse de cet indice boursier depuis la clôture du jeudi 21 mai 2015 à 17 h 35 min 15 s est égale à 7,30 en valeur absolue et environ 0,13 % en valeur relative.
Pour ne pas compliquer inutilement la lecture des formules utilisées dans les développements théoriques, il est d’usage de présenter ces indices boursiers en vraie grandeur, c’est-à-dire sans procéder à un changement d’échelle, on dira ci-après en « base 1 », ce qui a l'avantage de faire disparaître tout problème éventuel d’interprétation.

#### Points d'indice
L'homme de l'art choisit souvent 1 000 comme valeur de base (CAC 40, FTSE, DAX, etc.) mais pas toujours. Le CAC Next 20 et le CAC Mid 60 s'énoncent par exemple en base 3 000, le CAC Large 60 en base 5 000, le NASDAQ Composite (en) en base 100, le S&P 500 en base 10... Les indices élémentaires des justes valeurs des portefeuilles associés à ces indices boursiers pourraient donc se déduire des indices boursiers correspondants en les exprimant respectivement en « pour mille », « pour trois mille », « pour cinq mille », « pour cent », « pour dix » mais les médias en ont décidé autrement puisqu'ils ont choisi d’énoncer tous ces indices boursiers en utilisant d’illusoires et énigmatiques « points », comme s'il s'agissait d'une unité, générant ainsi de regrettables confusions auprès du public qui ne connaît pas nécessairement par cœur toutes les bases des indices boursiers proposés par les sociétés spécialisées.
Bref, qu'on se le dise : le point d'indice est une chimère dont les professionnels doivent avoir appris à se méfier.
Un « point » du CAC Large 60 n'a par exemple rien de commun avec un « point » du CAC 40 puisque les bases de ces deux indices ne sont pas les mêmes.
Contrairement à la plupart des indices boursiers qui sont des nombres purs (i.e. qui n'ont pas d'unité), les Dow Jones Averages (cf. §6) et le Nikkei 225 sont égaux aux justes valeurs de portefeuilles de référence construits puis révisés en utilisant respectivement des titres cotés à New York et à Tokyo. Ils s'énoncent également avec deux décimales mais évidemment en dollars (et en cents) pour les premiers et en yens (et centièmes de yens) pour le second... Ces indices boursiers s'exprimant en unités monétaires, il n'y a aucun intérêt à les affubler d'une base pour les énoncer, c'est-à-dire à les multiplier par un facteur d'échelle.

#### Indice nu, indice de rentabilité
Les financiers appellent respectivement indice de la « nue-propriété » (indice « nu » en abrégé) et « indice de rentabilité » d’un portefeuille de valeurs mobilières, l'indice élémentaire de la juste valeur du compte titres seul (sur lequel sont inscrits les différents titres) et celui de sa pleine propriété, qui tient compte également de l'éventuel usufruit (dividendes et coupons) crédité sur le compte courant bancaire associé puis éventuellement plus ou moins rapidement réinvesti en achetant de nouveaux titres.
Les achats ou ventes étant comptabilisés à leurs justes valeurs, les frais liés à la détention et au négoce de valeurs mobilières (droits de garde, commissions, taxes, impôts, etc.) sont négligés.
- Notations

On désignera ci-après par :
{\displaystyle \scriptstyle H}, la liste des différentes valeurs mobilières {\displaystyle \scriptstyle h~(h\in H)} des entreprises choisies par l'homme de l'art pour composer un portefeuille de référence, inchangé depuis sa dernière révision à une date notée « r »,
« k », un numéro d'ordre chronologique utile pour repérer les différentes séances boursières successives qui se sont déroulées depuis celle de la dernière révision (en particulier,« k=j » et « k=j-1 » désigneront respectivement la séance courante et celle qui la précède),
{\displaystyle \scriptstyle {q_{r}^{h}}}, le nombre de titres de la valeur mobilière {\displaystyle \scriptstyle h} retenu lors de la dernière révision du portefeuille de référence, à la date « r »,
{\displaystyle \scriptstyle {c_{t}^{h}}} et {\displaystyle \scriptstyle {c_{r}^{h}}}, les cours en bourse dans la devise retenue par l'homme de l'art (supposée être ici l'euro) de la valeur mobilière {\displaystyle \scriptstyle h} respectivement à l'instant « t » de la séance courante et à la date « r » de la dernière révision.
- Propriété de transitivité

La juste valeur (en euros) d'un portefeuille de valeurs mobilières étant une grandeur simple (c'est-à-dire repérée par un seul nombre, à un instant donné), son indice élémentaire possède, comme toute fraction, une propriété essentielle dite de transitivité. Cette dernière permet de calculer par récurrence l’indice de la juste valeur du portefeuille, « base 1 » à une date choisie pour référence, notée traditionnellement « 0 », en enchaînant les différents indices successifs mesurant son évolution depuis cette date, c’est-à-dire en les multipliant.
- Calcul de l'indice nu

1°) L'indice nu {\displaystyle \scriptstyle \ {P\!I_{t/r}}} (« price index » en anglais) à l'instant « t » de la séance courante, base 1 à la date « r » de la dernière révision, s'obtient : 
- soit, directement, en rapportant la juste valeur du portefeuille de référence calculée à l'instant « t » à celle à la date « r » de la dernière révision : {\displaystyle \scriptstyle P\!I_{t/r}={\frac {\scriptstyle \sum \scriptstyle {{c_{t}}\times {q_{r}}}}{\scriptstyle \sum \scriptstyle {{c_{r}}\times {q_{r}}}}}} ;
- soit, par récurrence (en utilisant la propriété de transitivité des indices élémentaires), c'est-à-dire en enchaînant l'indice nu {\displaystyle \scriptstyle {P\!I_{t/j-1}}} à l'instant « t », base 1 à la clôture de la séance boursière précédente à celui {\displaystyle {\scriptstyle P\!I_{j-1/r}}}, base 1 à la date « r » de la dernière révision, calculé à la clôture de la veille : {\displaystyle \scriptstyle P\!I_{t/r}=P\!I_{t/j-1}\times P\!I_{j-1/r}}.
2°) L’indice nu {\displaystyle \scriptstyle P\!I_{t/0}} à l'instant « t » de la séance boursière courante, base 1 à la date « 0 » de référence, s’obtient en enchaînant celui calculé à la date « r » de la dernière révision {\displaystyle ({\scriptstyle P\!I_{r/0}})} à l'indice {\displaystyle {\scriptstyle P\!I_{t/r}}} calculé ci-dessus : {\displaystyle \scriptstyle P\!I_{t/0}=P\!I_{t/r}\times P\!I_{r/0}}.
- Calcul de l'indice de rentabilité

1°) L’indice de rentabilité {\displaystyle {\scriptstyle R\!I_{t/j-1}}} (« return index » en anglais) à l'instant « t » de la séance courante, base 1 à la clôture de la séance précédente, s'obtient de la façon suivante : {\displaystyle \scriptstyle R\!I_{t/j-1}={\frac {\textstyle (\scriptscriptstyle \sum \scriptstyle {{c_{t}}\times {q_{r}}}\textstyle )+\scriptstyle C\!F_{j}}{\scriptscriptstyle \sum \scriptstyle {{c_{j-1}}\times {q_{r}}}}}} où {\displaystyle \scriptstyle {C\!F_{j}}} désigne le flux de trésorerie engendré par la détention des valeurs mobilières composant le portefeuille de référence, encaissé en « date valeur » de la séance courante (la « jème » depuis celle de la dernière révision). L'indice de rentabilité se déduit donc de l’indice nu de la façon suivante : {\displaystyle \scriptstyle R\!I_{t/j-1}=P\!I_{t/j-1}+{\frac {\scriptstyle C\!F_{j}}{\scriptscriptstyle \sum \scriptstyle {{c_{j-1}}\times {q_{r}}}}}}, c'est-à-dire en l'augmentant d'un taux de rendement en valeur absolue.
2°) L’indice de rentabilité {\displaystyle {\scriptstyle R\!I_{t/0}}} à l'instant « t » de la séance courante, base 1 à la date « 0 » de référence, dépend de la façon de gérer les éventuelles rémunérations encaissées liées à la détention des titres appartenant au portefeuille de référence. L'indice de rentabilité s'obtient en enchaînant l’indice journalier {\displaystyle {\scriptstyle R\!I_{t/j-1}}} à celui {\displaystyle {\scriptstyle R\!I_{j-1/0}}} calculé à la clôture de la séance précédente quand on suppose que le flux de trésorerie {\displaystyle {\scriptstyle C\!F_{j}}} est réinvesti à chaque séance en achetant les différentes valeurs mobilières composant le compte titres sur la base des coefficients budgétaires et des cours de clôture de la veille : {\displaystyle \scriptstyle R\!I_{t/0}=R\!I_{t/j-1}\times R\!I_{j-1/0}}.
- Bases de données boursières

Des bases de données boursières sont construites pour faciliter le calcul des indices de rentabilité et des taux de rendement.

#### Indices nets et bruts
Un indice boursier est qualifié de « net » ou de « brut » selon qu’il est calculé après ou avant d’avoir tenu compte d’un prélèvement fiscal. Il existe ainsi par exemple trois CAC 40 de capitalisation.

### Interprétation statistico-mathématique de l'indice nu

#### Indice-chaîne
L'indice nu proposé par l'homme de l'art est presque toujours un indice-chaîne dans lequel chaque maillon est l'indice élémentaire de la juste valeur de la nue-propriété d'un portefeuille théorique bien précis dont la composition demeure inchangée au cours du temps entre deux dates de révision successives.

#### Forme «développée»
Un statisticien-économiste analyse la construction du dernier maillon de la chaîne en développant sa formule, c'est-à-dire en écrivant l'indice élémentaire de la juste valeur du portefeuille de référence pour l'interpréter comme une moyenne d'indices élémentaires appelée « indice synthétique » des cours boursiers des valeurs mobilières des sociétés sélectionnées. L'indice élémentaire de la juste valeur d'un compte titres à l'instant « t » de la séance courante, base 1 à la date « r » de sa dernière révision, est en effet également une moyenne pondérée des indices élémentaires des cours {\displaystyle (\scriptstyle {\frac {c_{t}^{h}}{c_{r}^{h}}},\scriptstyle ~h\in H\displaystyle )}, appelée sa « forme développée », à condition de choisir des coefficients de pondération {\displaystyle (\scriptstyle \alpha ^{h},~h\in H\displaystyle )} en conséquence.
Plus précisément, si la moyenne utilisée est arithmétique (respectivement harmonique), ces coefficients sont les proportions de la juste valeur du portefeuille que représentent les différents titres à la date « r » de sa dernière révision (respectivement à l'instant « t » de la séance courante).
Deux économistes allemands de la deuxième moitié du XIXe siècle sont devenus célèbres pour avoir proposé de construire des indices synthétiques de prix à la consommation en utilisant pour pondération des coefficients budgétaires, le premier en effectuant une moyenne arithmétique et le second une moyenne harmonique d'indices élémentaires de prix.

#### Coefficients budgétaires
Pour un statisticien-économiste, 
- construire un indice boursier d'actions revient à choisir un système de « coefficients budgétaires » {\displaystyle \scriptstyle (\alpha ^{h}{~;~}{\scriptstyle \sum {\scriptstyle {\alpha ^{h}}}=1}{~;}{{\scriptstyle ~\alpha ^{h}}\scriptstyle \geq {\scriptstyle 0,}}\scriptstyle ~\forall h\in H)}, c'est-à-dire les proportions d'un budget à allouer à l’achat des différentes actions des entreprises retenues {\displaystyle \scriptstyle (h\in H)} d'un premier portefeuille de référence pour en déduire les nombres de titres (éventuellement fractionnaires) à acquérir de l'observation des cours et taux de change sur les marchés financiers ;
- réviser par autofinancement le portefeuille de référence précédent consiste à évaluer sa juste valeur à une date et choisir de nouveaux coefficients budgétaires pour en déduire sa nouvelle composition à partir de cette date de révision.

Si pour un statisticien, le choix de coefficients budgétaires est une préoccupation secondaire, il n'en est pas du tout de même d'un éventuel investisseur qui s'intéresse d'autant plus à un indice boursier qu'il est en mesure d'interpréter simplement l'évolution de la juste valeur du portefeuille théorique de référence (cf. §1.1).
Pour construire le dernier maillon de son indice, l'homme de l'art retient le plus souvent, en pratique, une moyenne arithmétique d'indices élémentaires {\displaystyle \scriptstyle (I_{t/r}^{h}=\scriptstyle {\frac {c_{t}^{h}}{c_{r}^{h}}},\scriptstyle ~h\in H)} des cours boursiers des titres des entreprises qu'il a sélectionnées {\displaystyle \scriptstyle (h\in H)}, en utilisant l'un des trois systèmes de pondération (en) {\displaystyle \scriptstyle ~(\alpha ^{h}{~;~}{\scriptstyle \sum {\scriptstyle {\alpha ^{h}}}=1}{~;}{{\scriptstyle ~\alpha ^{h}}\scriptstyle \geq {\scriptstyle 0,}}\scriptstyle ~\forall h\in H)} suivants :
- {\displaystyle {\alpha ^{h}}={\frac {\scriptstyle {c_{r}^{h}}}{\scriptscriptstyle \sum \scriptstyle {c_{r}}}}\scriptstyle ~(h\in H)} qui conduit à l'indice boursier pondéré par les cours (« price-weighted index » en anglais) dont il a été question au §1.1 puisque : {\displaystyle \sum \scriptstyle {{\alpha ^{h}}\times {\frac {c_{t}^{h}}{c_{r}^{h}}}}={\frac {\sum \scriptstyle {c_{t}}}{\scriptstyle \sum {c_{r}}}}}. Cette pondération par les cours consiste à retenir des coefficients budgétaires proportionnels aux cours en bourse relevés lors de la création du portefeuille de référence puis lors de ses révisions successives. Pour l'utilisateur, l'indice-maillon s'interprète alors comme étant celui de la juste valeur de la nue-propriété d'un portefeuille comprenant un même nombre de titres de chacune des entreprises appartenant à l'échantillon sélectionné lors de sa création puis à chaque date de révision.
- {\displaystyle {\alpha ^{h}}=\scriptstyle {\frac {1}{Card~H}}\scriptstyle ~(h\in H)} qui conduit à l’indice boursier « équipondéré » (« equally weighted index » en anglais) dont il a été question au §1.1 puisque : {\displaystyle \sum \scriptstyle {{\alpha ^{h}}\times {\frac {c_{t}^{h}}{c_{r}^{h}}}}=\scriptstyle {\frac {1}{Card~H}}\times \displaystyle {\sum \scriptstyle {\frac {c_{t}}{\scriptstyle {c_{r}}}}}}. Cette pondération égale consiste à retenir des coefficients budgétaires égaux. Pour l'utilisateur, l'indice-maillon s'interprète alors comme étant celui de la juste valeur de la nue-propriété d'un portefeuille construit en rendant égales les différentes justes valeurs des titres détenus de chacune des entreprises appartenant à l'échantillon sélectionné lors de sa création puis à chaque date de révision.
- {\displaystyle {\alpha ^{h}}={\frac {\scriptstyle {c_{r}^{h}}\times {q_{r}^{h}}}{\scriptscriptstyle \sum \scriptstyle {{c_{r}}\times {q_{r}}}}}\scriptstyle ~(h\in H)} qui conduit à l’indice boursier de capitalisation dont il a été question au §1.1 puisque : {\displaystyle \sum \scriptstyle {{\alpha ^{h}}\times {\frac {c_{t}^{h}}{c_{r}^{h}}}}={\frac {\displaystyle {\sum {\scriptstyle c_{t}\times q_{r}}}}{\displaystyle {\sum {\scriptstyle c_{r}\times q_{r}}}}}}. Cette pondération par les capitalisations (« capitalization-weighted index » en anglais) consiste à retenir des coefficients budgétaires proportionnels aux capitalisations boursières[62] calculées lors de la création du portefeuille de référence puis lors de ses révisions successives. Pour un économiste, l'indice-maillon (en) ainsi créé s'interprète alors comme étant celui de la juste valeur de la nue-propriété d'un gigantesque portefeuille construit puis révisé en retenant tous les titres émis par les différentes entreprises de l'échantillon sélectionné lors de sa création puis à chaque date de révision (capitalisation totale) ou seulement ceux considérés comme négociables sur le marché (capitalisation flottante). Pour un financier, la capitalisation d'une entreprise est une estimation spéculative[63], donc peu fiable, de son prix puisqu'elle varie sous l'effet de comportements tantôt euphoriques, tantôt déprimés, des opérateurs en bourse qui s'échangent chaque jour des volumes insignifiants de titres par rapport à ceux inscrits à la cote et comme le montrent les énormes variations du prix des actions proposé aux actionnaires d'une société cible lors d'une OPA.

L'interprétation de l'indice-maillon de la juste valeur du portefeuille de référence déduit des capitalisations (totales ou flottantes) des sociétés de l'échantillon retenu par l'homme de l'art peut ainsi sembler bien théorique voire ésotérique à un investisseur qui se propose de s'inspirer des pondérations d'un indice de capitalisation pour construire concrètement son compte titres!

### Indicateurs et indices boursiers
Quelques indicateurs boursiers sont appelés « indices boursiers » sans mesurer directement la variation relative d’une grandeur simple ou complexe entre deux dates : pour un statisticien ils ne sont donc ni « élémentaires » ni « synthétiques ». Il en est ainsi des averages publiés par le Wall Street Journal, en particulier le Dow Jones Industrial Average (DJIA) (cf. §6.1) égal à la juste valeur en dollars de la nue-propriété d’un portefeuille-type théorique composé d’un même nombre fractionnaire d'actions de trente entreprises industrielles américaines choisies selon le bon vouloir du rédacteur en chef du Wall Street Journal parmi les plus réputées, cotées au NYSE ou au NASDAQ.
D'autres indicateurs devraient être appelés « indices boursiers » mais ne le sont guère souvent.
Arrondir le DJIA à la deuxième décimale puis l'énoncer en points est absurde puisque cet indice boursier possède une unité : le dollar.

### L'indice Value Line Geometric
Un indice boursier peut être synthétique sans être également l’indice élémentaire de la juste valeur d’un portefeuille-type. Il en est ainsi du Value Line Composite Index (VLG) égal à la moyenne géométrique simple des indices élémentaires de plus ou moins-value des actions d’un échantillon composé d'un peu moins de 1 700 entreprises américaines (cotées aux États-Unis et au Canada). À l’aide de cette moyenne, la société new-yorkaise d'informations financières Value Line propose depuis de nombreuses années un classement des entreprises appartenant au portefeuille de référence : le groupe des plus performantes en rassemble une centaine (cf. Value Line Ranking System).
Une formule de moyenne géométrique simple d'indices élémentaires a été proposée en 1863 par un Anglais, William Stanley Jevons, pour construire un indice synthétique des prix à la consommation.

## Propriétés des indices boursiers

### Comparaisons à long terme
La propriété de transitivité (cf. §1.3.3) de l’indice élémentaire de la juste valeur d'un portefeuille de valeurs mobilières permet de calculer l’évolution de cette grandeur entre deux instants quelconques par une simple division des deux indices correspondants (base 1, au même instant « 0 » de référence). L’indice obtenu par la division de deux observations d'un indice-chaîne de cours boursiers ne permet pas d'effectuer aussi simplement des comparaisons de l'évolution de ces cours. L'interprétation de l'indice obtenu devient en effet d'autant plus discutable pour mesurer l'évolution d'ensemble des cours que le nombre de révisions de l'échantillon suivi a été important et que la dispersion des indices élémentaires des différents cours est plus grande entre les deux dates à comparer.

### Effet «distribution des dividendes»
Les distributions éventuelles de dividendes affectent plus les indices de plus ou moins-value des portefeuilles construits avec des actions françaises qu’anglo-saxonnes car les dividendes versés aux actionnaires sont majoritairement annuels en France alors qu’ils sont plus souvent trimestriels aux États-Unis et en Grande-Bretagne. C’est pourquoi, on observera des écarts plus importants entre les indices de rentabilité et ceux de plus ou moins-value aux mois traditionnels de distribution de dividendes en France (avril, mai et juin).

## Typologie des indices boursiers

### Indices boursiers de capitalisation

#### Capitalisations
On appelle capitalisation boursière/CB d’une société, la juste valeur de ses actions inscrites à la cote. Cette capitalisation est qualifiée de flottante quand l’estimation précédente est limitée aux titres considérés comme réellement négociables sur le marché. Plus précisément, si {\displaystyle \scriptstyle q_{r}^{h}} et {\displaystyle \scriptstyle Q_{r}^{h}} désignent respectivement le nombre de titres de l’entreprise « h » considérés par l'homme de l'art comme réellement négociables (en pratique de façon peu transparente) et celui inscrit à la cote à la date « r », la fraction {\displaystyle \scriptstyle F_{r}^{h}=\scriptscriptstyle {\frac {q_{r}^{h}}{Q_{r}^{h}}}}, invariante jusqu'à la prochaine date de révision du portefeuille de référence, est appelée coefficient du « flottant » des actions de cette société. La « capitalisation totale » (respectivement la « capitalisation flottante ») d'un échantillon de sociétés sélectionnées par l'homme de l'art lors de la dernière révision d'un compte titres à la date « r » s’écrit en conséquence : {\displaystyle \scriptstyle \scriptscriptstyle \sum {\scriptstyle {c_{r}\times Q_{r}}}} (respectivement {\displaystyle \scriptstyle \scriptscriptstyle \sum {\scriptstyle {c_{r}\times F_{r}\times Q_{r}}})}, équation dans laquelle {\displaystyle \scriptstyle c_{r}^{h}} désigne le cours de l'action {\displaystyle \scriptstyle h~(h\in H)}, à cette date.
La capitalisation totale (ou flottante) d'une société semble parlante à un économiste mais elle ne l'est pas du tout pour un financier ou un comptable car cette valeur est spéculative et ne peut donc être utilisée telle quelle par exemple pour estimer le prix d'une entreprise ni d'ailleurs celle de son actif net.

#### Formules des indices boursiers de capitalisation
Les fournisseurs d'indices boursiers choisissent presque systématiquement de nos jours, de construire leurs indices en calculant une moyenne arithmétique des indices élémentaires pondérée par des coefficients proportionnels aux capitalisations boursières, éventuellement flottantes, des entreprises d'un portefeuille de référence, évalué lors de la création de l'indice puis lors de ses éventuelles révisions périodiques. Cette pondération n'est pourtant pas la panacée même si elle est souvent présentée à tort comme telle par les fournisseurs d'indices qui ont réussi à les imposer aux médias. Par ailleurs, ces indicateurs intéressent évidemment les détenteurs de plus en plus nombreux de fonds dont ces indices sont les sous-jacents...
L'indice nu de la capitalisation flottante à l'instant « t » de la séance courante possède les qualités requises pour intéresser des utilisateurs (cf. §1.1) à condition de raisonner sur des périodes pendant lesquelles les indices élémentaires des cours boursiers des différents titres composant le portefeuille de référence ne soient pas trop dispersés.
Il s'écrit : 
- {\displaystyle \scriptstyle P\!I_{t/r}={\frac {\scriptstyle {\sum {\scriptstyle c_{t}\times F_{r}\times Q_{r}}}}{\scriptstyle {\sum {\scriptstyle c_{r}\times F_{r}\times Q_{r}}}}}}, base 1 à la date « r » de sa dernière révision, équation dans laquelle {\displaystyle \scriptstyle F_{r}^{h}} désigne le coefficient du flottant des actions de la société « h »,
- {\displaystyle \scriptstyle P\!I_{t/0}={\frac {\scriptstyle {\sum {\scriptstyle c_{t}\times F_{r}\times Q_{r}}}}{\scriptstyle d_{r}}}}, base 1 à la date « 0 » de référence, équation dans laquelle {\displaystyle \scriptstyle d_{r}} désigne une valeur monétaire appelée « diviseur de l'indice », obtenu par récurrence à chaque date de révision : {\displaystyle \scriptstyle d_{r}=({\scriptstyle {\sum {\scriptstyle c_{r}\times F_{r}\times Q_{r}}}})/{\displaystyle (\prod _{i=1}^{r}\scriptstyle P\!I_{i/i-1}}\displaystyle )}.

#### Indices CAC
Ces indices boursiers sont des indices de capitalisation. Les échantillons d’entreprises retenus pour construire les portefeuilles de référence associés aux indices CAC sont choisis après avoir sélectionné celles dont les titres s’échangent, sur le marché réglementé d'Euronext-Paris en nombre suffisant pendant l’année qui précède chaque révision, et après avoir dressé un classement par ordre décroissant des capitalisations flottantes de ces sociétés.
Pour limiter l'effet des pondérations jugées trop importantes, le gestionnaire des indices CAC a décidé depuis le 1er décembre 2003 d'appliquer un coefficient de réduction (inférieur ou égal à 1), appelé « facteur de plafonnement », aux capitalisations des différentes sociétés composant les différents portefeuilles suivis de telle sorte que la proportion de la capitalisation flottante et plafonnée demeure inférieure ou égale à 15 % dans chacun des indices.
L'indice CAC 40 nu à l'instant « t » de la séance courante, base 1 000 le 31 décembre 1987, peut se calculer de la manière suivante : {\displaystyle \scriptstyle C\!A\!C40_{t/0}=1000\times {\frac {\scriptstyle {\sum {\scriptstyle c_{t}\times F_{r}\times f_{r}\times Q_{r}}}}{\scriptstyle d_{t}}}}, équation dans laquelle {\displaystyle \scriptstyle f_{r}^{h}} et {\displaystyle \scriptstyle d_{t}=d_{r}=({\scriptstyle {\sum {\scriptstyle c_{r}\times F_{r}\times f_{r}\times Q_{r}}}})/\displaystyle ({\scriptstyle \displaystyle {\prod _{i=1}^{r}{\scriptstyle {\frac {C\!A\!C40_{i/i-1}}{1000}}}}}\displaystyle )} désignent, à la date « r » de la dernière révision du portefeuille de référence, respectivement le coefficient de plafonnement attribué à la société « h » et le diviseur de l'indice (en euros), qui demeure inchangé jusqu'à la date de la prochaine révision.
Les coefficients {\displaystyle \scriptstyle F_{r}^{h}~(h\in H)} du flottant ne sont révisables qu'une fois l’an, le troisième vendredi du mois de septembre. Deux versions du CAC 40 avec dividendes réinvestis sont disponibles : le « CAC 40 Gross total Return/GR » ne tient pas compte de la fiscalité ; depuis le 1er janvier 2010, le « CAC 40 Net total Return/NR » tient compte d’une retenue fiscale forfaitaire à la source.
Un financier averti lira les règles des indices CAC ainsi que celles du comité de pilotage avec beaucoup de... détachement. Les règles actuelles précisent en effet qu’un conseil dit « scientifique » « agit en tant que superviseur indépendant [...], avec pour mission de gérer les échantillons des indices français d’Euronext Paris et d’en contrôler la fiabilité et la représentativité ». Or cette indépendance vis-à-vis de NYSE Euronext a été mise en cause par la démission de l’un de ses membres qui contestait à juste raison l’entrée de la société belge Solvay dans l’échantillon retenu en septembre 2012 pour calculer l'indice CAC 40. Cet expert a considéré qu'une société dont les titres s’échangent majoritairement sur Euronext Bruxelles et non sur Euronext Paris ne pouvait pas faire partie du portefeuille de référence... compte tenu des règles en vigueur. L'ancienne définition de l'« Univers de l'indice » et la « Règle d'éligibilité » font l'objet d'une nouvelle rédaction pour se plier au desiderata de la société Euronext.
Même si l'essentiel des échanges quotidiens à la bourse de Paris concerne les actions des entreprises du CAC 40, cet indice n'est qu'une simple référence et ne peut d'une quelconque manière être considéré comme le reflet de l'économie française...

### Indices boursiers équipondérés
Les fournisseurs d’indices boursiers ont diversifié leur offre déjà pléthorique en proposant des indices dits « équipondérés » (en anglais equal weigths, EW) parfois associés aux indices boursiers de capitalisation les plus suivis (CAC 40, S&P 500, etc.). Un indice nu « équipondéré » s'écrit à l'instant « t » de la séance courante, base 1 à la date « r » de la dernière révision du portefeuille de référence, de la manière suivante : {\displaystyle \scriptstyle P\!I_{t/r}=\scriptstyle {\frac {1}{Card~H}}\times {\sum \scriptstyle {\frac {c_{t}}{\scriptstyle {c_{r}}}}}} et possède les qualités requises pour intéresser des utilisateurs (cf. §1.1) à condition de raisonner sur des périodes pendant lesquelles les indices élémentaires des cours boursiers des différents titres composant le portefeuille de référence ne soient pas trop dispersés.
On dit qu’un compte titres est « équipondéré » à une date donnée si les justes valeurs de la nue-propriété des valeurs mobilières de chacune des entreprises faisant partie de l’échantillon retenu sont égales à cette date. Dans ce cas le dernier maillon de l’indice nu de la juste valeur du portefeuille de référence est également un indice synthétique obtenu en effectuant une moyenne arithmétique simple des indices élémentaires des cours boursiers, base 1 lors de la dernière révision.
Comparée à la stratégie de gestion du portefeuille de référence associé à un indice de capitalisation (le CAC 40 nu par exemple), celle de l'indice équipondéré correspondant (le CAC 40 EW nu) consiste à « vendre haut et acheter bas ». Pour rééquilibrer le portefeuille-type associé à l’indice équipondéré lors de sa révision trimestrielle, il faut en effet vendre les actions qui ont le plus augmenté et acheter celles qui ont le plus baissé. On notera que la pondération des 4 plus grosses capitalisations du CAC 40 nu (soit 10 % des 40 entreprises) est d’environ 33 %, alors qu’elle n’est évidemment que de 10 % pour ces mêmes entreprises dans le CAC 40 EW.
Plusieurs indices boursiers français étaient autrefois calculés en effectuant une moyenne simple d'indices élémentaires.
- Le Value Line Arithmetic index (VLA), calculé à partir du 1er février 1988, est également un indice équipondéré puisqu’on l'obtient en faisant la moyenne arithmétique des indices élémentaires des cours boursiers du même échantillon composé d’environ 1 700 entreprises que celui du VLG (cf. §1.6). Les coefficients de pondération de cette moyenne arithmétique valent 0,06 % environ (≈{\displaystyle \textstyle {\frac {100\%}{1700}}}). Le VLA est nécessairement plus élevé que le VLG pour une raison de nature mathématique (inégalité entre les moyennes arithmétique et géométrique d'une même série statistique).

- Le tracker le plus connu du S&P 500 EW (créé en 2003, à révision trimestrielle) est le Rydex S&P 500 EW ETF dans lequel chaque indice élémentaire a une pondération égale à {\displaystyle \textstyle {\frac {1}{500}}}=0,002. La pondération des 10 plus grosses capitalisations du S&P 500[94] est d’environ 19 %, alors qu’elle n’est que de 2 % (soit à peu près dix fois moins) pour ces mêmes entreprises dans le S&P 500 EW (10×0,002=2 %).
- Le Barron’s 400 (en) (B400), calculé à partir du 25 juin 2007, est un indice équipondéré égal à la moyenne arithmétique des indices élémentaires des cours boursiers d’un échantillon de 400 entreprises. Il est révisé deux fois par an (en mars et septembre) et est diffusé par NYSE Euronext. Les coefficients de pondération de cette moyenne arithmétique valent 0,25 % (={\displaystyle \textstyle {\frac {100\%}{400}}}).

Une formule de moyenne simple d’indices élémentaires a été proposée en 1764 par un Italien, Gian Rinaldo Carli, pour construire un indice des prix à la consommation.

### Indices boursiers pondérés par les cours
Les financiers qualifient ainsi l’indice élémentaire de la juste valeur de la nue-propriété d’un portefeuille-type composé d’un même nombre (éventuellement fractionnaire) d’actions de chacune des entreprises de l’échantillon retenu lors de sa dernière révision. Un indice nu « pondéré par les cours » s'écrit à l'instant « t » de la séance courante, base 1 à la date « r » de sa dernière révision, de la manière suivante : {\displaystyle \scriptstyle P\!I_{t/r}=\scriptstyle {\frac {\sum \scriptstyle {c_{t}}}{\scriptstyle \sum \scriptstyle {c_{r}}}}} et possède les qualités requises pour intéresser des utilisateurs (cf. §1.1) à condition de raisonner sur des périodes pendant lesquelles les indices élémentaires des cours boursiers des différents titres composant le portefeuille de référence ne soient pas trop dispersés (ce qui entraîne en pratique une relative stabilité des coefficients de pondération). D'un point de vue numérique, cet indice élémentaire de la juste valeur du portefeuille de référence est également un indice synthétique des cours boursiers des titres des entreprises sélectionnées puisqu'il s'écrit comme une moyenne arithmétique pondérée d'indices élémentaires dont les coefficients sont proportionnels à ces cours.
Une formule de moyenne arithmétique d’indices élémentaires des prix pondérée par des coefficients proportionnels à ces prix a été proposée en 1738 par un Français, Nicolas Dutot, pour construire un indice des prix à la consommation.

## Les «moyennes» duWall Street Journal
Comme l'atteste un court article intitulé « Average Movement of Prices. » (cf. §6.2), paru le 8 juillet 1889 à la une du premier numéro du Wall Street Journal, l'analyse de la chronique des moyennes journalières des cours des actions d'entreprises de transport cotées à New York menée par son auteur est celle d'un conjoncturiste des temps modernes qui tente d'isoler les « retournements » (dits conjoncturels) du marché (à des dates plus ou moins précises) pour présenter son évolution comme une succession de phases haussières et baissières. On observera que l'objectif de l'auteur de l'article est bien plus ambitieux que celui qui consiste à estimer une variation d'ensemble de cours boursiers entre telle et telle autre date.

### Industrials

#### Naissance du «12 Industrials»
Pour commenter la conjoncture des cours des titres des entreprises industrielles cotés au NYSE à l'aide d'une statistique suffisamment fiable, un journaliste financier Charles Dow de la fin du XIXe siècle, persuadé de l'avenir prometteur réservé à ce marché, dû attendre que les actions d'un nombre significatif d'entreprises de ce type soient inscrites en bourse. C'est ce qu'il a fait le 26 mai 1896 en publiant pour la première fois dans le Wall Street Journal une moyenne arithmétique simple des cours des titres de toutes les entreprises cotées au NYSE qui n'étaient ni ferroviaires ni de services, qualifiées, à tort ou à raison d'« industrielles ».
Au début de l'année 1896, l'essentiel des actions cotées à la bourse de New York étaient celles d'entreprises ferroviaires : cinquante-sept appartenaient à cette catégorie, six à celles de sociétés de services et douze seulement n'étaient ni ferroviaires ni de services.

#### Problèmes de maintenance
La première moyenne publiée dans le WSJ à l'aide des titres de ces douze entreprises étant égale à 40,94 $, on en déduit qu'à la date de sa première publication, la juste valeur d'un portefeuille comprenant une action de chacune de ces sociétés était égale à : 40,94x12=1 491,28 $. De façon équivalente, on peut dire que cette moyenne est la juste valeur (en dollars) d'un portefeuille de référence théorique composé d'un même nombre fractionnaire d'actions égal à : 1÷12=0,08333... de chacune des douze entreprises.
Pour prendre en compte les opérations sur titres de ces douze sociétés, Charles Henry Dow a appliqué les décisions des actionnaires des entreprises concernés aux titres appartenant au portefeuille de référence associé à sa moyenne. Les coefficients de pondération initialement tous égaux entre eux sont ainsi devenus de plus en plus différents les uns des autres au fur et à mesure des modifications apportées aussi bien à la liste des entreprises qu'aux nombres d'actions résultant des opérations sur les titres des douze sociétés. Peu à peu cette moyenne a fait l'objet de critiques de plus en plus justifiées car ses variations se révélaient trop dépendantes de celles des cours des actions ayant le plus augmenté, générant ainsi un problème de représentativité. En portant de douze à vingt la taille de l'échantillon de titres des sociétés du portefeuille de référence le 4 octobre 1916, les successeurs de Charles Dow n'ont fait que remettre la résolution du problème à plus tard.

#### Naissance du DJIA
Le Wall Street Journal s'est finalement résigné le 1er octobre 1928 à changer la méthodologie utilisée jusqu'alors pour tenter de rétablir la bonne réputation de son indice vedette et faire taire les critiques. Une première modification, similaire à celle prise mercredi 4 octobre 1916 qui avait déjà augmenté le nombre de titres des entreprises du portefeuille de référence de douze à vingt, quinze ans après la disparition de Charles Dow, l'a fait passer à trente, sa taille actuelle ; plus précisément quatorze titres des sociétés de la liste précédente ont été conservées et seize ont été rajoutées le 1er octobre 1928. Et une deuxième modification, toujours en vigueur de nos jours, a modifié la façon de prendre en compte les révisions de la liste des titres du portefeuille de référence et des opérations sur titres. À compter du 1er octobre 1928, la formule adoptée par Charles Dow et utilisée pendant plus de trente ans a été purement et simplement abandonnée.
Le changement consiste à s'intéresser à l'évolution de la juste valeur d'un portefeuille de référence théorique composé systématiquement d'un même nombre d'actions de chacune des entreprises sélectionnées et non à revenir à celle d'un portefeuille fixe du passé modifié sous l'effet des différentes révisions décidées par l'homme de l'art et des opérations sur titres votées par les actionnaires. Plus précisément, le nouvel indicateur, appelé « Dow Jones Industrial Average » (DJIA) à partir de cette date, devient égal à la juste valeur (en dollars) d'un portefeuille composé d'un même nombre fractionnaire d'actions de chacune des 30 entreprises retenues. Pour fixer les idées, ce nombre valait à peu près 0,06 le 1er octobre 1928, 0,50 le 19 août 1968, 1,0 le 11 avril 1986, 3,0 le 17 mars 1997, 4,0 le 19 décembre 1997, 5,0 le 28 mai 1999, 6,14 le 23 septembre 2013; 6,67 le 19 mars 2015, 6,85 le 24 décembre 2015. Cette nouvelle méthodologie s'est révélée si efficace qu'elle a décidé de la forme de plusieurs autres indicateurs publiés par le Wall Street Journal, appelés abusivement « Averages ».
Le Wall Street Journal a préféré choisir l'inverse de ce nombre fractionnaire d'actions, appelé « diviseur », pour écrire la nouvelle formule de calcul de son indice vedette sous la forme d'une pseudo-moyenne de cours boursiers : {\displaystyle \displaystyle D\!J\!I\!A_{t}=\displaystyle {\frac {\displaystyle \sum _{h=1}^{30}\displaystyle {p_{t}^{h}}}{d_{t}}}}. Dans cette équation {\displaystyle \scriptstyle {p_{t}^{h}}} et {\displaystyle \scriptstyle {{d_{t}}=d_{r}}} désignent respectivement le cours (en dollars) de l'action de la « h-ième » entreprise du portefeuille de référence associé à l'indice (« h »=1, 2, etc., 30) lors d'une « t-ième » séance boursière et ce diviseur, inchangé depuis la date « r » de la dernière révision. Ce diviseur tient compte de l'ensemble des modifications ayant affecté le portefeuille de référence depuis le 1er octobre 1928, date de naissance du nouvel indice. La continuité de l'indice est assuré en calculant un nouveau diviseur « dr » à chaque modification de la composition du portefeuille de référence ou lors d'opérations sur titres susceptibles d’affecter les cours des actions des sociétés en faisant partie.
La composition du portefeuille de référence ainsi que les différentes valeurs du « diviseur » sont disponibles sur le site de S&P Dow Jones Indices,.
Tant que la composition du portefeuille de référence demeure inchangée, l'indice élémentaire du DJIA est un indice boursier « pondéré par les cours ». L'utilisateur peut donc suivre l'évolution de la juste valeur (en dollars) d'un portefeuille composé d'un même nombre d'actions de chacune des trente entreprises retenues en analysant celle de l'indice élémentaire du Dow Jones Industrial Average. L'indice élémentaire du DJIA à l'instant « t » de la séance courante, base 1 à la clôture de la précédente, s'écrit : {\displaystyle \scriptstyle P\!I_{t/j-1}=\scriptstyle {\frac {\sum \scriptstyle {p_{t}}}{\scriptstyle \sum \scriptstyle {p_{j-1}}}}}, équation dans laquelle {\displaystyle \scriptstyle {{p_{j-1}^{h}~}(h\in H)}} désigne le cours (en dollars) des actions de l'entreprise {\displaystyle \scriptstyle {h}} lors de cette clôture.

#### Supervision du DJIA
Une entité commerciale, S&P Dow Jones Indices (en) (détenue très majoritairement par la société Chicago Mercantile Exchange, ou CME), assure la gestion de l'indice. La procédure de sélection des entreprises retenues pour construire l'indice DJIA est présentée dans une fiche d'information publiée par S&P Dow Jones Indices de manière particulièrement élusive. En pratique l’échantillon sélectionné comprend des entreprises dont la capitalisation est très importante, leaders dans les différents secteurs de l’industrie américaine, dont les actions sont cotées à New York. La capitalisation des trente entreprises retenues représente en gros le quart de celle du NYSE. L'avant-dernière modification de la composition du DJIA a été importante ; elle a pris effet le 23 septembre 2013 date à laquelle Goldman Sachs Group Inc., Visa Inc. et Nike Inc. ont respectivement remplacés Bank of America Corp., Hewlett-Packard Co. et Alcoa Inc.. Le diviseur a alors subi une modification substantielle puisqu’il est passé de 0,1302 à 0,1557 (soit une augmentation d'environ 20 %) ; il est passé à 0,149859 le 19 mars 2015 à la suite du remplacement d'AT&T par Apple dans l'échantillon suivi par le DJIA puis à 0.146021 le 24 décembre à la suite du split 2/1 des actions Nike.

### Transportation

#### Railroads

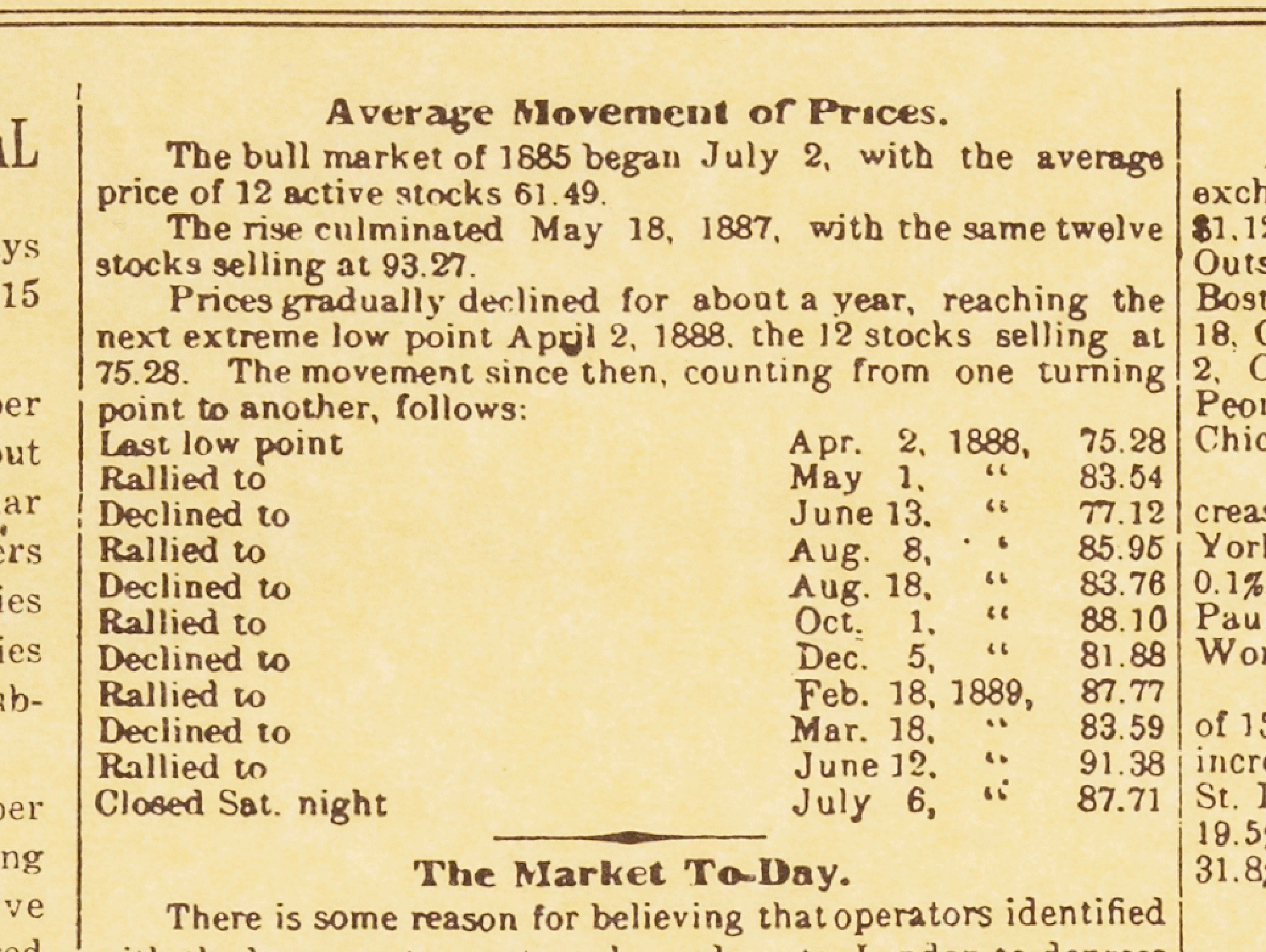

Charles Henry Dow avait déjà publié une moyenne de cours d'actions cotées au NYSE dans sa lettre d'informations financières quotidienne de deux pages qui deviendra The Wall Street Journal à partir du 8 juillet 1889.
Dans l'article ci-contre, intitulé « Average Movement of Prices », paru à la une du premier numéro du Wall Street Journal daté du lundi 8 juillet 1889, l'auteur commente la conjoncture des cours boursiers d'entreprises essentiellement ferroviaires à la bourse de New York sur une période passée d'une durée d'environ cinq ans, en utilisant une chronique journalière calculée depuis 1884. L'analyse est fondée uniquement sur l'évolution d'une moyenne de cours d'un échantillon de douze sociétés ferroviaires (Railroad stocks).

#### Naissance du DJTA
Le Wall Street Journal a choisi le 26 octobre 1896 comme début de la chronique du Railroads car c'est à partir de cette date d'une part que toutes les entreprises du portefeuille de référence sont devenues exclusivement ferroviaires et, d'autre part, que le nombre de titres a été porté à sa taille actuelle, égale à 20.
Le 2 janvier 1970, soit plus de soixante-dix ans plus tard, ce « 20 Railroads » fut appelé « Dow Jones Transportation Average » (DJTA) lorsque l'« homme de l'art » introduisit neuf sociétés de transport non ferroviaires (principalement des compagnies d'aviation) dans l'univers de l'indice. Cet indicateur utilise une formule de calcul du même type que celle retenue le 1er octobre 1928 pour le DJIA : somme des cours des valeurs mobilières composant le portefeuille de référence divisé par un coefficient modifié en cas d'opérations sur les titres en faisant partie ou en cas de révision de sa composition.
La composition du portefeuille de référence du DJTA est disponible depuis le 26 mai 1884 sur le site de S&P Dow Jones Indices mais les valeurs de son diviseur seulement depuis le 3 avril 1945.
Tant que la composition du portefeuille de référence demeure inchangée, l'indice élémentaire du DJTA est un indice pondéré par les cours. L'utilisateur peut donc suivre l'évolution de la juste valeur (en dollars) d'un portefeuille composé d'un même nombre d'actions de chacune des vingt entreprises retenues en analysant celle de l'indice élémentaire du Dow Jones Transportation Average.

### Utilities
Le WSJ a publié un nouvel indicateur à partir du 2 janvier 1929 pour commenter la conjoncture des plus importantes entreprises de services américaines cotées au NYSE en suivant la même méthodologie que celle décidée le 1er octobre 1928 pour le calcul du DJIA. L'univers de l'indice comprenait à son début dix-huit titres mais a été réduit à quinze ultérieurement. C'est pourquoi un Dow Jones Utility Average (DJUA), dont l'univers est celui de quinze titres de sociétés de services (sa taille actuelle), a été recalculé à partir du 1er juillet 1929. La composition du portefeuille de référence ainsi que son diviseur sont disponibles depuis cette date,.
Tant que la composition du portefeuille de référence demeure inchangée, l'indice élémentaire du DJUA est un indice pondéré par les cours. L'utilisateur peut donc suivre l'évolution de la juste valeur (en dollars) d'un portefeuille composé d'un même nombre d'actions de chacune des quinze entreprises retenues en analysant celle de l'indice élémentaire du Dow Jones Utility Average.

### Composite
Depuis le 2 janvier 1934, le WSJ publie également dans sa rubrique appelée « Averages », un indicateur destiné à commenter la conjoncture de l'ensemble des cours des titres des entreprises composant les portefeuilles de référence des trois indices précédents : DJIA, DJTA et DJUA. Cet indice, appelé « Dow Jones Composite Average », est calculé en suivant la même méthodologie que les trois autres. Le portefeuille de référence de taille 65 (=30+20+15) est celui obtenu en réunissant les trois autres.
Tant que la composition demeure inchangée, l'indice élémentaire du « Composite » est un indice pondéré par les cours. L'utilisateur peut donc suivre l'évolution de la juste valeur d'un portefeuille (en dollars) composé d'un même nombre d'actions de chacune des soixante-cinq entreprises en analysant celle de l'indice élémentaire du Composite.
Le calcul du Composite se déduit facilement des trois précédents indices (DJIA, DJTA et DJUA) calculés et publiés par le WSJ.